# Edmond Gillet
Pour les autres membres de la famille, voir Famille Gillet.
Edmond Gillet, né le 19 septembre 1873 à Lyon (Rhône) et décédé le 15 octobre 1931 dans le 16e arrondissement de Paris, est un industriel et administrateur de sociétés français.

## Biographie

### Famille et formation
Edmond Gillet est le fils de Joseph Gillet (1843-1923), industriel et banquier lyonnais, directeur des Établissements Gillet, et de Mathilde Perrin (1845-1908). Il est le petit-fils de François Gillet (1813-1895), fondateur des Établissements Gillet. 
En 1894, il est diplômé de l'École supérieure de chimie industrielle de Lyon, après ses études, il devient le principal collaborateur de son père.
Le 21 novembre 1903, il épouse Léonie Clémence Marie-Josèphe Motte (1883-1965), nièce de l'homme politique Eugène Motte.

### Parcours professionnel
Edmond Gillet poursuivit avec ses frères, après la mort de son père, l'œuvre de développement industriel des Établissements Gillet. Il s'occupa des textiles artificiels, Paul (1874-1971) de la chimie et Charles (1879-1972) de la teinture ainsi que de l'impression. Ils développèrent ensemble l'industrie de la soie en France, en Angleterre et aux États-Unis.
En 1928, il succède à André Bernheim (alors décédé) à la présidence du Comptoir des Textiles Artificiels (CTA), il devient aussi président Syndicat des Textiles artificiels.
Edmond Gillet meurt le 15 octobre 1931 à l'hôpital, 23 rue Georges-Bizet dans le 16e arrondissement de Paris, à la suite d'une opération chirurgicale,.
Ses obsèques ont lieu le 17 octobre 1931 à l'église Saint-François-Xavier de Paris. Ses funérailles sont célébrés par Mgr Jean Verdier, archevêque de Paris, assisté de l'abbé Georges Chevrot, en présence notamment de sa famille ; de M. Clément Moret, gouverneur de la Banque de France ; de M. Émile Morau, gouverneur honoraire de la banque de France ; de M. Albert Aupetit, secrétaire général de la Banque de France ; de M. Guebhard, secrétaire du conseil de régence de la Banque de France ; des membres du conseil de régence de la Banque de France ; de M. Robert Masson, directeur général du Crédit lyonnais ; de M. Lemarquis, président la Société générale ; de M. Gabriel Cordier, président de la Compagnie PLM ; de M. Goy, administrateur de la Compagnie PLM ; de M. Eugène Schneider, industriel ; de M. Ernest Carnot, industriel ; de M. Roger Lehideux, président de l'Union syndicale des banquiers de Paris ; du capitaine Pinon (représentant le général Charles Brécard, gouverneur militaire de Strasbourg) ; du lieutenant-colonel Lepautre ; de M. Auguste Autrand, ancien préfet de la Seine ; de M. Olivier Moreau-Néret, haut fonctionnaire ; de M. Henry Le Chatelier, chimiste et membre de l'Académie des sciences ; de M. Paul Lederlin, sénateur de la Corse; de M. de Nalèche, directeur du Journal des débats ; de M. et Mme. le baron et la baronne Édouard de Rothschild ; de Mme. la baronne Brincard ; de Mme. la baronne Denys Cochin ; de Mme. Jacques Cochin ; de Mme. la comtesse F. de Keller ; M. et Mme. le comte et la comtesse de Lasteyrie ; M. et Mme. le comte et la comtesse Costa de Beauregard ; du M. le comte Celier ; de M. le vicomte de Rohan, président de l'Automobile Club de France ; une délégation de la Maison de la Chimie ; des délégations des sociétés internationales de chimie ainsi qu'une délégation de la Société de chimie industrielle,.
Le 19 octobre 1931, une deuxième cérémonie d'inhumation eut lieu à l'église de Bully dont Edmond Gillet fut maire, le cortège funèbre était précédé des enfants des écoles, de la fanfare ainsi que du clergé du village. Il fut ensuite inhumé au cimetière de Bully en présence notamment de sa famille ; de M. Édouard Herriot, maire de Lyon ; de M. Louis Loucheur, ancien ministre ; de M. Valette, préfet du Rhône ; du général Bernard Serrigny, gouverneur militaire de Lyon ainsi que M. Jean Coignet, sénateur du Rhône et MM. Antoine Sallès, François Peissel et Paul Massimi, députés du Rhône.

## Fonctions

### Entreprises
- 1918 : Administrateur de la Compagnie des produits chimiques d'Alais et de la Camargue[8].
- 1918 - 1923 : Administrateur de Société Franco-Belge pour la fabrication mécanique du verre.
- 1928 : Administrateur de Seine et Rhône.
- 1929 : Administrateur de Rhône-Poulenc.
- Administrateur du Crédit lyonnais.

### Société savante
- Membre de la Fondation scientifique de Lyon et du Sud-Est (actuelle Fondation pour l’Université de Lyon).

### Autres
- 1918 : Président de l'Association amicale des anciens élèves de l'École de chimie industrielle de Lyon.
- 1926-1931 : Régent de la Banque de France.

## Mandat

### Mandat local
- 1925-1931 : Maire de Bully.